# Ли Шулэй
Ли Шулэй (кит. 李书磊; род. в январе 1964 года, Юаньян, провинция Хэнань) — китайский политик, заведующий отделом пропаганды ЦК КПК. Член Политбюро ЦК Коммунистической партии Китая с 2022 года (20-й созыв).
Проректор Центральной партийной школы Коммунистической партии Китая (2020—2022).
Значительную часть карьеры работал в академической системе. В настоящее время считается одним из главных советников китайского лидера Си Цзиньпина.

## Биография
Родился в январе 1964 года в уезде Юаньян, провинция Хэнань.
В 1978 году в возрасте 14 лет поступил в Пекинский университет на специальность библиотечного дела, к 21 годам имел степень магистра. В 24 года получил докторскую степень по современной китайской литературе в Пекинском университете.
В декабре 1989 года был переведён на работу в Центральную партийную школу КПК (ЦПШ), где преподавал историю китайской литературы. В 1995 году занял должность профессора, публиковал очерки и статьи по древней и современной литературе Китая. С 2001 по 2008 год входил в правление Центральной партийной школы, занимая должности директора департаментов истории литературы, обучения и образования.
Совмещал с работой в ЦПШ две партийные должности: заместителя секретаря КПК по Цинлун-Маньчжурскому автономному уезду и с 2004 года — заместителя секретаря КПК Сианя. В декабре 2008 года назначен на пост проректора ЦПШ в ранге вице-министра, работая под непосредственным руководством ректора Центральной партийной школы Си Цзиньпина.
В январе 2014 года Ли Шулэй назначен членом Постоянного комитета партии провинции Фуцзянь и заведующим отделом партийной пропаганды КПК в провинции.
В январе 2016 года получил пост секретаря Пекинской инспекции КПК по проверке дисциплины, а уже в январе следующего года занял должность заместителя секретаря (главы) Центральной комиссии КПК по проверке дисциплины.
В октябре 2022 года избран членом Политбюро ЦК Коммунистической партии Китая 20-го созыва. 26 октября 2022 года назначен на должность заведующего отделом пропаганды ЦК КПК — одной из ключевых структур в КПК.